# Sydney Leroux
Pour les articles homonymes, voir Leroux.
Sydney Leroux  est une joueuse de soccer américaine née le 7 mai 1990 à Surrey en Colombie-Britannique au Canada. Elle évolue au poste d'attaquant avec Angel City en NWSL et l'équipe des États-Unis de soccer féminin.

## Biographie

### Carrière en club
Leroux commence le football au lycée Johnston Heights Secondary School à Surrey au Canada. Elle est également athlète au 4x100 m. A 14 ans, elle est la plus jeune joueuse pour le Canada au Championnat du monde féminin U-19 de 2004 tenu en Thaïlande. Avec l'équipe de Colombie-Britannique de soccer, elle remporte en 2005 le championnat national aux Jeux du Canada. Elle fait ses débuts professionnels à l'âge de 15 ans, en 2005 avec les Whitecaps de Vancouver. C'est alors la plus jeune joueuse de toute l'histoire du club. Par la suite avec son équipe locale, le Coquitlam City Wild Sereno FC, elle gagne le championnat provincial de Colombie-Britannique durant trois saisons consécutives (2006, 2007, 2008).
En 2008, elle est recrutée par l'Université de Californie à Los Angeles et joue pour l'équipe universitaire de soccer féminin, les Bruins d'UCLA, de 2008 à 2011. À la fin de ses études universitaires, elle joue une saison avec les Whitecaps de Vancouver. Ses 11 buts en 11 matchs aident l'équipe à se rendre en demi-finale de la W-League.
Au cours de l'intersaison 2011-2012, elle  est repêchée par le Beat d'Atlanta de la Women's Professional Soccer. Toutefois elle ne jouera jamais pour ce club car la saison 2012 est suspendue. Après la suspension des activités de la Women's Professional Soccer en février 2012, elle signe avec les Sounders Women de Seattle évoluant dans la W-League. Le 11 janvier 2013, elle est mise à disposition des Boston Breakers, jouant dans la nouvelle National Women's Soccer League.

### Carrière en sélection nationale
En vertu de la nationalité de ses deux parents (née d'une mère canadienne et d'un père américain), Leroux a la possibilité de représenter soit le Canada soit les États-Unis. Elle participe à des matchs internationaux de jeunes avec les deux pays, mais choisit en 2008 de représenter la sélection des moins de 20 ans des États-Unis à la Coupe du monde féminine U20 tenu au Chili. Sa performance égale un record concernant les buts marqués et contribue à la conquête de la médaille d'or pour les américaines. Leroux y reçoit notamment le Ballon d'or et le  Soulier d'or comme récompenses individuelles. En 2010, elle participe de nouveau à la Coupe du monde Féminine U-20, qui est cette fois-ci tenue en Allemagne. Leroux continue de marquer des buts mais moins chanceuses qu'au Chili, les américaines sont éliminés en quart de finale. Avec ses cinq buts lors de cette Coupe du monde U-20, Leroux remporte le Soulier de Bronze et se voit élue dans l'équipe type du tournoi (All Star Team).
En janvier 2011, Leroux reçoit sa première sélection avec l'équipe nationale sénior des États-Unis, à l'occasion d'un match contre la Suède le 21 janvier 2011 au tournoi des quatre nations. Toutefois, elle n'est pas sélectionnée pour la Coupe du monde tenue en Allemagne. Le 22 janvier 2012, au cours du tournoi pré-olympique CONCACAF, lors d'un match contre le Guatemala, Leroux marque son premier but en sélection nationale. Elle fait partie de l'équipe américaine sacrée championne olympique aux Jeux olympiques d'été de 2012 et championne du monde en 2015.

### Vie de famille
Le 14 février 2015, son mariage avec le footballeur anglais Dom Dwyer est publiquement annoncé.
Le 25 janvier 2016, elle annonce publiquement sa grossesse sur les réseaux sociaux. Elle manquera donc les Jeux Olympiques de Rio cet été-là.
Le 10 septembre 2016, elle donne naissance à un petit garçon prénommé Cassius Cruz Dwyer.
Le 28 juin 2019, le jour d'un certain quart de finale de Coupe du Monde France-États Unis, elle annonce sur son compte Instagram la naissance de sa fille, Roux James Dwyer.

## Palmarès
- États-Unis
  - Vainqueur de la Coupe du monde féminine de football des moins de 20 ans en 2008
  - Vainqueur du Four National Tournament en 2011
  - Vainqueur des Jeux olympiques de Londres en 2012
  - Vainqueur de l'Algarve Cup en 2013
  - Vainqueur du Championnat féminin de la CONCACAF en 2014
  - Vainqueur de la Coupe du monde de football féminin en 2015

## Récompenses individuelles
- Ballon d'or de la Coupe du monde féminine de football des moins de 20 ans en 2008
- Soulier d'or de la Coupe du monde féminine de football des moins de 20 ans en 2008